# Синдром Ашермана
Синдром Ашермана (англ. Asherman's syndrome; також синдром Фрітча або Ашермана—Фрітча) — синдром утворення внутрішньоутробних злук (спайок) і рубців у матці, що виникають внаслідок внутрішньої травми. Має багато синонімів (внутрішньоматкові спайки англ. adhesions of uterus, шийково-маткова атрезія, травматична маткова атрофія, склеротизація ендометрія або ендометріальний склероз, внутрішньоматкові сінехії (рубці), англ. intrauterine adhesions (IUA), uterine/cervical atresia, traumatic uterine atrophy, sclerotic endometrium, endometrial sclerosis, and intrauterine synechiae.). Проявами його є аменорея або гіпоменорея, звичний аборт і вторинна стерильність.

## Етимологія
Названий на честь ізраїльського гінеколога, який емігрував до Ізраїлю з Чехії, Йозефа Ашермана (англ. Joseph G. Asherman; роки життя 1899—1968), що описав його детально в 1948 році. Окремі випадки до Ашермана описували різні лікарі — австрійський гінеколог Ернст Вертгайм (роки життя — 1864—1920), Отто Ернст Кюстнер (1849—1931), Гейнріх Фрітч у 1894 році, Густав фон Вейт (1824—1903), Йозеф Гальбан (1870—1937) та інші.

## Причини і патогенез
Значна кількість випадків синдрому виникають після того, як вишкрібання проводиться на нещодавно вагітній матці, після пропущених або неповних викиднів, народження або під час планового аборту, коли необхідно видалити з матки частки плода, плаценти, що не відійшли самостійно. Синдром може бути результатом інших операцій на органах малого тазу, включаючи кесарів розтин, видалення фіброміоми (фіброміомектомія) та інших причин, таких як введення внутрішньоматкової спіралі, рентгенівського опромінення, шистосомозів та генітального туберкульозу. Хронічний ендометрит через туберкульоз статевих органів є важливою причиною виникнення тяжких внутрішньоутробних спайок у країнах, що розвиваються, що часто призводить до повної облітерації порожнини матки. Синдром також може спричинити абляція ендометрію у жінок з надмірною маточною кровотечею, якщо проведена замість гістеректомії.
Порожнина матки вкрита ендометрієм. Він складається з двох шарів: функціонального шару (своїм апікальним полюсом виступає у порожнину матки), що періодично відшаровується під час менструації та основного шару (суміжного з міометрієм), який відновлює функціональний шар після менструації. Травма базального шару, як правило, після вишкрібання, проведеного після викидня, або пологів, або хірургічного аборту, може призвести до розвитку внутрішньоутробних рубців, що призводить до формування спайок, які можуть різко зменшити (облітерувати) маткову порожнину. У крайньому випадку, вся порожнина може бути пошрамованою та облітерованою. Навіть при відносно небагатьох спайках ендометрій може не відповідати на естрогенову стимуляцію.

## Клінічні ознаки
Часто характеризується зменшенням кількості та тривалості кровотеч (відсутність менструальних втрат, менша або нечаста менструальна кровотеча) та безпліддям. Менструальні зміни часто, але не завжди, корелюють з тяжкістю пошкодження. Спайки, обмежені тільки шийкою матки або нижньою частиною матки, можуть повністю блокувати менструацію. Болі при менструації та овуляції іноді відчуваються, можуть бути пов'язані саме з блокадою менструації.

## Діагностика
Звертають увагу на той факт в анамнезі, що під час або після вагітності було проведене вишкрібання матки, після чого розвинулася аменорея або гіпоменорея. Гістероскопія є золотим стандартом діагностики. Зображення за допомогою соногістографії або гістеросальпінгографії показує ступінь утворення рубців у матці. Ультразвукове дослідження не є надійним методом діагностики синдрому Ашермана. Дослідження гормонів показують їхній нормальний рівень у крові, відповідний репродуктивній функції.

## Лікування
Оскільки англ. IUA часто реформується після хірургічного втручання, були розроблені методи для запобігання рецидиву злук. Методи запобігання реформації адгезії включають використання механічних бар'єрів (катетер Фолея, маточний стент Cook Medical Balloon Cook, наповнений сольовим розчином, англ. IUCD) та гелевих бар'єрів (Seprafilm, Spraygel, гель гіалуронової кислоти) для підтримки протилежних стінок під час загоєння.
Головним напрямком лікування є хірургічне. Можливість завагітніти іноді може бути відновлена шляхом видалення злук (адгезіоліз) залежно від тяжкості первинної травми та інших індивідуальних факторів пацієнтки. Оперативна гістероскопія застосовується для візуального огляду порожнини матки під час адгезіолізу. Розсічення pker може бути технічно важким, і його слід проводити з обережністю, щоб не створювати нові злуки та ще більше обтяжувати стан. У більш тяжких випадках допоміжні заходи, такі як лапароскопія, використовуються разом з гістероскопією, як засіб захисту від перфорації матки. Мікроножиці зазвичай використовуються для розрізання злук. Електрокаутерізація не рекомендується. З легким та середнім ступенем облітерації матки лікування дає успішні результати. Значна облітерація порожнини матки або маткової труби, глибокі травми ендометрію та/або міометрію можуть вимагати кількох хірургічних втручань та/або гормональної терапії або навіть може не дати результату, через що вагітність неможлива і ставиться питання про сурогатне материнство або всиновлення дитини.

## Профілактика
Оскільки синдром виникає часто після оперативного втручання на матці для запобігання формування спайок використовують механічні бар'єри (катетер Фолея, фізіологічний наповнювач для медичного балонного маткового стенту тощо) та гельові бар'єри, які включають застосування різноманітних гелів для утримання протистояння стінок матки, тим самим запобігаючи формуванню спайок. Профілактика антибіотиками необхідна у разі застосування механічних бар'єрів для зниження ризику можливих інфекційних ускладнень. Поширеним фармакологічним методом запобігання утворення спайок є гормональна терапія з використанням естрогенів, а потім прогестину, що стимулює ріст ендометрію та запобігає злиттю протилежних стін матки.